# Clube da Esquina
Clube da Esquina é um termo usado para se referir a um grupo de músicos, compositores e letristas, surgido na década de 1960 em Belo Horizonte - Minas Gerais. Tendo figuras como por exemplo, Milton Nascimento, Toninho Horta, Wagner Tiso, Lô Borges, Beto Guedes e Márcio Borges, a sonoridade do Clube da Esquina é intensamente caracterizada como inovadora. Como característica desta sonoridade inovadora, têm-se por exemplo uma espécie de fundição das inovações trazidas pela Bossa Nova com elementos do jazz, do rock – principalmente os Beatles –, música folclórica dos negros e mineira, música erudita e música hispânica. Nos anos 1970, esses artistas tornaram-se referência de qualidade na MPB pelo alto nível de performance e disseminaram suas inovações e influência a nível mundial. A inovação musical do Clube da Esquina e sua sonoridade específica faz com haja a proposta por parte de fãs, da crítica e também de estudiosos, que o Clube seja considerado mais do que um grupo, um movimento musical.
Clube da Esquina também é o nome de um dos discos lançados por esse grupo, em 1972. Há ainda o disco Clube da Esquina 2 (1978) e as músicas "Clube da Esquina" e "Clube da Esquina Nº2". Tanto os discos quanto as músicas foram lançados pelo Clube.

## História
Clube da Esquina surgiu da grande amizade entre Milton Nascimento e os irmãos Borges (Marilton, Márcio e Lô), no bairro de Santa Tereza, em Belo Horizonte, na década de 1960. O início dessa amizade se deu exatamente em 1963, depois que Milton chegou à capital para estudar e trabalhar. Milton acabara de chegar de Três Pontas, cidade onde morava a família e onde tocava na banda W's Boys com o pianista Wagner Tiso; com Marilton foi tocar na noite, no grupo Evolusamba. Compondo e tocando com os amigos, despontava o talento, pondo o pé na estrada e na fama ao vencer o Festival de Música Popular Brasileira e ao ter uma de suas composições, "Canção do sal", gravada pela então novata Elis Regina.

## Influências
As Influências do Clube da Esquina são vastas. O fato de ser formado por um grande número de pessoas com diferentes formações artísticas, a sonoridade do Clube sofre influências intensas do jazz, do rock, da música erudita, da bossa nova e da música folclórica. Essas influências permeiam todo o campo musical do Clube: os aspectos composicionais das músicas, os arranjos, as letras, os processos de gravação em estúdio e seus shows.
Os primeiros discos de Milton Nascimento, embora não sejam estritamente discos de bossa nova, apresentam uma sonoridade muito próxima desse estilo: o arranjo orquestrado e o formato de canção "voz e violão" são exemplos dessa influência. Na medida em que Milton vai agregando cada vez mais pessoas na produção de seus discos, a sonoridade destes vai se diferenciado da estética original dos primeiros discos de Milton Nascimento. O disco Clube da Esquina (1972) é tido muitas vezes como o marco inicial do Clube e nele percebe-se de modo mais claro essa mudança de sonoridade. Os arranjos de Wagner Tiso por exemplo expande o horizonte das músicas para uma sonoridade próxima da música erudita e música de concerto, ao passo que músicos como Nivaldo Ornelas e Toninho Horta reforçam intensas influências jazzísticas como suas proposições harmônicas e performances de improviso. Já músicos como Beto Guedes e Lô Borges expressam de modo mais claro uma forte influência pelos Beatles e pelo rock.

## Discografia
Ao analisarmos as fichas técnicas dos discos atribuídos ao Clube, nota-se que não há nenhum disco do Clube. Ou seja, o Clube não foi uma banda criada, mas sim um grupo formado de modo mais ou menos espontâneo. Muitos fãs e inclusive integrantes do Clube consideram que só pertencem ao grupo os discos Clube da Esquina (1972) e Clube da Esquina II (1978). Muitos membros do grupo já possuíam uma atividade musical anterior ao disco de 1972, e também mantiveram uma carreira artística própria durante os anos de 1972 e 1978.  Por tanto, outra parte dos fãs, tal como críticos de música, acadêmicos e músicos do Clube acabam considerando discos do Clube todos os que tenham em alguma medida as características sonoras particulares desses integrantes, não se limitando apenas aos discos, mas sim uma série de álbuns que, embora únicos e particulares, apresentam ainda sim uma unidade sonora capaz distinta do cenário musical brasileiro daquela época. 

### Clube da Esquina(1972)[1]
Com influência sonoras das odisseias dos mineiros, o disco "Clube da Esquina", de 1972, queria mudar o mundo. Inseminado por jovens que cresceram em uma Minas Gerais com explosão de inventividade musical.

### Clube da Esquina II(1978)[1]
Neste disco do ano de 1978, Milton Nascimento e amigos organizam um disco para o lado mais musical, com produção de Ronaldo Bastos.